# 今官一
今 官一（こん かんいち、1909年（明治42年）12月8日 - 1983年（昭和58年）3月1日）は、日本の小説家。
青森県弘前市西茂森町に藤田三次郎(藤田匡の一族)の孫、今宮吾の三男として生まれる。東奥義塾の学生時代、1926年(昭和2年)に中田重治より洗礼を受ける。
早稲田大学露文科中退。同郷の太宰治と親しく、桜桃忌の名は今によって名付けられた。
1956年（昭和31年）、『壁の花』で第三十五回直木賞を受賞。

## 作品
- 海鴎の章 竹村書房 1940
- 竜の章 チクマ書房 1941
- 『幻花行』文潮社 1949
- 文学のふるさと（編）毎日新聞社 1954
- 『壁の花』芸術社 1956
- 第13号桟橋 芸術社 1957
- 『詩人福士幸次郎』弥生書房 1957
- 赤穂義士物語 集英社 1957 (少年少女物語文庫)
- 隅田川のMississippi stylus詩鈔 今官一詩集 木曜書房 1957 (リベルタン叢書)
- 風流博物誌 荒地出版社 1959
- 角瓶の中の処女 竜書房 1959
- 牛飼いの座 講談社 1961 - 北海道の開拓使だったエドウィン・ダンについての小説。
- にっぽん好色美女伝 SF講談 一水社 1965 (かもめ新書)
- 太宰治 上  鶴書房 1968 (青春の伝記)
- KONKANの津軽ぶし 津軽書房 1969
- 『不沈　戦艦・長門』R出版 1972 (海の戦記)
- エリアの民芸品・津軽の美 緑の笛豆本の会 1974.7
- 今官一作品集 1 『巨いなる樹々の落葉』津軽書房 1976
- 今官一作品 津軽書房 1980.8
- 想い出す人々 津軽書房 1983.7
- わが友太宰治 津軽書房 1992.6
- パパおうちが燃えてるのよォ 緑の笛豆本の会 1996 (緑の笛豆本)
- 銀簪・海の百合 今官一選集 津軽書房 2006.12

## 関連人物
- 太宰治
- 福士幸次郎
- 横光利一
- 中山省三郎